# Гребенюк Олена Степанівна
Олена Степанівна Гребенюк (нар. 31 липня 1975, Баку, Радянський Союз) — українська оперна співачка.
Переїхала в Київ з батьками у 1989 році, де й закінчила школу № 179, отримавши срібну медаль за успіхи у навчанні.
Ідея займатися музикою професійно не приваблювала Олену Гребенюк, і спочатку вона планувала вступати в Українську сільськогосподарську академію. 

## Кар'єра
- 1994–1999 Київська консерваторія ім. П. І. Чайковського, клас професора К. П. Радченко[1]
- 1999–2012 Київський муніципальний академічний театр опери та балету для дітей та юнацтва (солістка, сопрано)
- 2001–2005 Національний академічний театр опери та балету України імені Т. Шевченка (стажування)[2]
- 2004–2012 Постійна співпраця з Камерним театром м. Сімферополя
- 2005 Київська консерваторія ім. П. І. Чайковського, клас професора А. Мокренко (асистент — стажування)

## Нагороди
- 1997 — Номінація «Золота надія України» 1-го міжнародного конкурсу вокалістів ім. Паторжинського.
- 1999 — Переможець конкурсу «Молоді віртуози України».
- 2003 — Лауреат міжнародного конкурсу вокалістів ім. А. Дворжака (Чехія).
- 2006 — Гран-прі першого міжнародного конкурсу «Євровідео» (Euro Video Grand Prix 2006)[3].

## Альбоми
- 2005 — диск «Le Forze del Destino project»[4]

## Фабрика зірок (Україна)
Тренер групи «Привиди опери».
Не кожна оперна співачка може похвалитися славою, як у поп-зірки. Чи не кожну оперну співачку знають в обличчя глядачі музичних каналів та дивляться її кліпи. Олена Гребенюк — дивовижний приклад поєднання високого оперного мистецтва та загальної масової популярності. Ще б, адже саме її відеокліп на пісню «Le Forze del Destino» визнано найкращим серед відеоробіт Європи, стояв в гарячій ротації на українських музичних каналах і досі пам'ятається всім любителям висококласного відео. Учасники шоу, яких буде тренувати сама солістка Київського академічного муніципального театру опери та балету, просто зобов'язані бути першими.— "Телеканал ІНТЕР"